# Runski kamen
Runski kamen je običajno dvignjen kamen z runskim napisom, vendar se izraz lahko uporablja tudi za napise na balvanih in skalni podlagi. Tradicija se je začela v 4. stoletju in je trajala do 12. stoletja, vendar je večina runskih kamnov iz pozne vikinške dobe. Večina runskih kamnov je v Skandinaviji, vendar obstajajo tudi razpršeni runski kamni na lokacijah, ki so jih obiskali Skandinavci v vikinški dobi. Runski kamni so pogosto spomeniki mrtvim moškim. Običajno so bili svetlo obarvani, ko so bili postavljeni, čeprav to ni več očitno, ker je barva izginila. Veliko večino runskih kamnov najdemo na Švedskem.

## Zgodovina
Tradicija postavljanja kamnov z runskimi napisi se je prvič pojavila v 4. in 5. stoletju na Norveškem in Švedskem in ti zgodnji runski kamni so bili običajno postavljeni poleg grobov. Najzgodnejši danski runski kamni so se pojavili v 8. in 9. stoletju, v Skandinaviji pa je okoli 50 runskih kamnov iz obdobja preseljevanja narodov. Večina runskih kamnov je bila postavljenih v obdobju 950–1100 n. št., nato pa so jih večinoma postavljali na Švedskem in v manjši meri na Danskem in Norveškem.
Tradicija je omenjena v sagah Ynglinga in Hávamál:
Pomembnim možem je treba v spomin postaviti gomilo, vsem drugim bojevnikom, ki so se odlikovali po moškosti, pa stoječi kamen, običaj, ki se je ohranil še dolgo po Odinovih časih.—Ynglinga saga
Predvsem naj bo sin,

čeprav pride pozno na svet,

ko je papá že pokojni;

redko stoji spomenik,

razen če ga na stezi

postavi sorodnik sorodniku.— Hávamál
Kar je morda povečalo širjenje runskih kamnov, je dogodek na Danskem v 960-ih. Kralj Harald Modrozobi je bil pravkar krščen in da bi označil prihod novega reda in nove dobe, je ukazal izdelavo runskega kamna.[7] Napis se glasi:
Kralj Harald je ukazal narediti ta spomenik v spomin na Gorma, svojega očeta, in v spomin na Tyrvé, svojo mater; tistega Haralda, ki si je pridobil celotno Dansko in Norveško ter naredil Dance za kristjane.
Runski kamen ima tri strani, od katerih sta dve okrašeni s podobami. Na eni strani je žival, ki je prototip runskih živali, ki bi bile običajno vgravirane na runske kamne, na drugi strani pa je najstarejša upodobitev Jezusa na Danskem. Kmalu po izdelavi tega kamna se je nekaj zgodilo v skandinavski runski tradiciji. Na desetine poglavarjev in mogočnih nordijskih klanov je zavestno poskušalo posnemati kralja Haralda in z Danske se je proti severu skozi Švedsko razširil val runskih kamnov. V večini okrožij je modna muha izumrla po generaciji, toda v osrednjih švedskih provincah Uppland in Södermanland je moda trajala do 12. stoletja.

## Razširjenost
Med približno 6000 runskimi napisi v Skandinaviji je približno 3000 runskih kamnov. Runski kamni so tudi v drugih delih sveta, saj je tradicija vzgajanja runskih kamnov sledila skandinavcem, kamorkoli so šli, od otoka Man (Manski runski kamni) na zahodu do Črnega morja na vzhodu (Berezanski runski kamen) in od Jämtland na severu do Schleswiga na jugu.
Runski kamni so v Skandinaviji neenakomerno porazdeljeni: Danska ima 250 runskih kamnov, Norveška 50, medtem ko Islandija nima nobenega. Švedska jih ima med 1700 in 2500, odvisno od definicije. Švedsko okrožje Uppland ima največjo koncentracijo s kar 1196 napisi v kamnu, medtem ko je Södermanland drugi s 391.
Zunaj Skandinavije izstopa otok Man s svojimi 30 runskimi kamni iz 9. stoletja in začetka 11. stoletja. Razpršene runske kamne so našli tudi v Angliji, na Irskem, Škotskem in Ferskih otokih. Z izjemo runskega kamna na Berezani, runskih kamnov v Vzhodni Evropi ni, kar je verjetno posledica pomanjkanja razpoložljivih kamnov in dejstva, da lokalno prebivalstvo verjetno ni ravnalo s kamni tujcev preveč spoštljivo.
Runske kamne so postavili na izbrana mesta v pokrajini, kot so zbirna mesta, ceste, mostne konstrukcije in gazi. V srednjeveških cerkvah so pogosto runski kamni, ki so bili vstavljeni kot gradbeni material, in razpravlja se o tem, ali so bili prvotno del cerkvene lokacije ali so bili tja premaknjeni. V južni Skaniji lahko runske kamne povežemo z velikimi posestmi, ki so imele tudi cerkve zgrajene na svoji zemlji. Zdi se, da so runski kamni v dolini Mälaren postavljeni tako, da označujejo bistvene dele posesti, kot so dvorišče, grobišče in meje sosednjih posesti. Runski kamni se običajno pojavljajo kot posamezni spomeniki in redkeje kot pari. V nekaterih primerih, kot je spomenik Hunnestad, so del večjih spomenikov skupaj z drugimi dvignjenimi kamni.
Čeprav znanstveniki vedo, kje je bilo odkritih 95 % vseh runskih kamnov, jih je bilo le okoli 40 % odkritih na prvotni lokaciji. Preostanek so našli v cerkvah, cestah, mostovih, grobovih, kmetijah in vodnih poteh.  Po drugi strani pa se znanstveniki strinjajo, da kamni niso bili premaknjeni zelo daleč od prvotnih mest.

### Učinek vere
V mnogih okrožjih ima 50 % kamnitih napisov sledi krščanstva, toda v Upplandu, kjer je največ runskih napisov na svetu, je približno 70 % od 1196 kamnitih napisov izrecno krščanskih, kar kažejo vgravirani križi ali dodane krščanske molitve in le nekaj runskih kamnov ni krščanskih.
Strokovnjaki menijo, da je razlog, zakaj je bilo v Upplandu postavljenih toliko krščanskih runskih kamnov, to, da je bilo okrožje osrednja točka v konfliktu med norveškim poganstvom in na novo pokristjanjenim švedskim kraljem. Možno je, da so poglavarji skušali dokazati svojo zvestobo kralju in pokazati svojo krščansko vero svetu in Bogu tako, da so na svoje runske kamne dodali krščanske križe in molitve. Kar govori proti tej teoriji, je dejstvo, da Norveška, Danska in Götaland niso imele nobenega ustreznega razvoja v tradiciji runskega kamna. Še več, niti en runski kamen ne izjavlja, da je obstajal kakršen koli odnos do kralja. Poleg tega se zdi, da runski kamni kažejo, da je bila konverzija precej miren proces.
Po drugi teoriji je šlo za družbeno modo, ki je bila priljubljena med določenimi klani, ne pa med vsemi. Ko so nekateri klani v južnem Upplandu začeli postavljati runske kamne, so jih sosednji klani posnemali. Vendar pa v delih, kjer so bili ti klani manj vplivni, postavitev runskih kamnov ni dosegla enake priljubljenosti. Več učenjakov je opozorilo na dolge vikinške pohode in precejšnje kopičenje bogastva v okrožju. V tem času so si švedski poglavarji blizu Stockholma ustvarili znatna bogastva s trgovino in ropanjem tako na vzhodu kot na zahodu. Videli so danske kamne v Jellingu ali pa so jih navdihnili irski visoki križi in drugi spomeniki.
Runski kamni prikazujejo različne načine, na katere je krščanstvo spremenilo nordijsko družbo, ena največjih sprememb pa je bila ta, da pokojnika niso več pokopavali na klanskem grobišču med njegovimi predniki. Namesto tega je bil pokopan na pokopališču cerkve, medtem ko bi runski kamen služil kot spomenik na domačiji, vendar je bilo za nekatere družine manj sprememb, saj so dali zgraditi cerkve ob družinskem grobišču.

## Napisi
Glavni namen runskega kamna je bil označiti ozemlje, razložiti dediščino, se pohvaliti z stavbami, prinesti slavo mrtvim sorodnikom in pripovedovati o pomembnih dogodkih. Zdi se, da so v nekaterih delih Upplanda runski kamni delovali tudi kot družbeni in ekonomski označevalci.
Skoraj vsi runski kamni iz pozne vikinške dobe uporabljajo isto formulo. Besedilo pove v spomin, komu je postavljen runski kamen, kdo ga je postavil in pogosto, kako sta pokojnik in tisti, ki je postavil runski kamen, povezana drug z drugim. Napis lahko pove tudi socialni status umrle osebe, morebitno tujino, kraj smrti in tudi molitev, kot v naslednjem primeru, Lingsberg Runestone U 241:
In Danr, Húskarl in Sveinn so dali postaviti kamen v spomin na Ulfríkra, očetovega očeta. V Angliji je prejel dve plačili. Naj Bog in božja mati pomagata dušam očeta in sina.

### Postvljalci kamnov
Večino runskih kamnov so dvignili moški in samo en runski kamen od osmih je postavila ena ženska, medtem ko jih vsaj 10 % postavi ženska skupaj z več moškimi. Običajno so runske kamne postavljali sinovi in vdove pokojnika, lahko pa so jih tudi sestre in bratje. Skoraj samo v Upplandu, Södermanlandu in Ölandu so ženske postavljale kamne skupaj z moškimi sorodniki. Ni znano, zakaj je veliko ljudi, kot so sestre, bratje, strici, starši, hišni ljubljenčki in poslovni partnerji, lahko našteti na runskih kamnih, vendar je možno, da je to zato, ker so del dedičev.

### Tisti, ki se spominjajo
Velika večina, 94 %, je postavljenih v spomin na moške, vendar je v nasprotju s splošnim prepričanjem velika večina runskih kamnov postavljenih v spomin na ljudi, ki so umrli doma. Najbolj znani runski kamni in tisti, o katerih ljudje radi razmišljajo, so tisti, ki pripovedujejo o tujih potovanjih, vendar obsegajo le ok. 10 % vseh runskih kamnov in so bili postavljeni običajno v spomin na tiste, ki se niso vrnili z vikinških ekspedicij, in ne kot poklon tistim, ki so se vrnili. Ti runski kamni vsebujejo približno enako sporočilo kot večina runskih kamnov, to je, da so ljudje želeli počastiti spomin na enega ali več mrtvih sorodnikov.

### Odprave na vzhod
Prvi človek, za katerega znanstveniki vedo, da je padel na vzhodni poti, je bil ostrogot Eyvindr, čigar usoda je omenjena na runskem kamnu Kälvesten iz 9. stoletja. Epitaf se glasi:
Styggr/Stigr je naredil ta spomenik v spomin na Eyvindra, svojega sina. Padel je na vzhodu z Eivíslom. Víkingr obarvan in Grímulfr.
Za zgodovinarje je žalostno, da kamni le redko razkrijejo, kje so moški umrli. Na runskem kamnu Smula v Västergötlandu smo obveščeni samo o tem, da so umrli med vojno na vzhodu: »Gulli/Kolli je postavil ta kamen v spomin na brata svoje žene Ásbjôrna in Julija, zelo dobra pogumna moža. In umrla sta na vzhodu v spremstvu«.« Drugi runski mojster v isti provinci na runskem kamnu Dalum lakonično navaja: »Tóki in njegovi bratje so postavili ta kamen v spomin na svoje brate. Eden je umrl na zahodu, drugi na vzhodu.«
Država, ki je omenjena na največ runskih kamnih, je Bizantinsko cesarstvo, ki je takrat obsegalo večji del Male Azije in Balkana ter del južne Italije. Če je človek umrl v Bizantinskem cesarstvu, ne glede na to, kako je umrl ali v kateri provinci, je bil dogodek zabeležen kot »umrl je v Grčiji«. Včasih bi lahko naredili izjemo za južno Italijo, ki je bila znana kot dežela Langobardov, kot je bil Ingin Óleifr, ki je bil domnevno član varjaške garde in o katerem runski kamen Djulafors v Södermanlandu pravi: »Inga postavil ta kamen v spomin na Óleifra, njenega ... Svojo krmo je zaoral proti vzhodu in končal v deželi Langobardov.«
Drugi skandinavci so umrli v Gardarikiju (Rusija in Ukrajina), kot je Sigviðr na runskem kamnu Esta, za katerega je njegov sin Ingifastr poročal, da je pobegnil v Novgorod (Holmgarðr): »Padel je v Holmgarðrju, poveljniku ladje z mornarji.« Bili so tudi drugi, ki so umrli ne tako daleč od doma in zdi se, da so bili tesni stiki z Estonijo zaradi številnih osebnih imen, kot so Æistfari (»popotnik v Estonijo«), Æistulfr (»Volk Estoncev«) in Æistr (»Estonec«). Eden izmed runskih kamnov, ki poročajo o smrtih v Estoniji, je runski kamen Ängby, ki pove, da je Björn umrl v Vironiji (Virland).
Kot poročajo runski kamni, je bilo veliko načinov smrti. Runski kamen Åda poroča, da se je Bergviðr utopil med potovanjem v Livonijo, runski kamen Sjonhem pa pravi, da je Gotlandca Hróðfússa na zahrbten način ubilo verjetno ljudstvo na Balkanu. Najbolj znani runski kamni, ki pripovedujejo o vzhodnih potovanjih, so Ingvarjevi runski kamni, ki govorijo o odpravi Ingvarja Popotnika v Serkland, tj. muslimanski svet. Končalo se je tragično, saj nobeden od več kot 25 runskih kamnov, ki so bili postavljeni v njegov spomin, ne govori o nobenem preživelem.

### Odprave na Zahod
Drugi Vikingi so potovali proti zahodu. Anglosaški vladarji so Vikingom, ki so večinoma prihajali iz Danske in so na angleške obale prispeli v 990-ih in v prvih desetletjih 11. stoletja, plačevali velike vsote, Danegeld. Kar je morda del Danegelda, so našli potopljeno v potoku v Södra Betbyju v Södermanlandu na Švedskem. Na lokaciji je tudi runski kamen z besedilom: »[...] dvignite kamen v spomin Jôrundru, njegovemu sinu, ki je bil na zahodu z Ulfrom, Hákonovim sinom.« Ni malo verjetno, da je potovanje proti zahodu povezano z angleškim srebrnim zakladom. Drugi runski kamni so bolj eksplicitni pri Danegeldih. Ulf iz Borresta, ki je živel v Vallentuni, je večkrat potoval proti zahodu, kot poroča runski kamen Yttergärde:
In Ulfr je prejel tri plačila v Angliji. To je bilo zadnje, kar je Tosti plačal. Potem je Þorketill plačal. Potem je Knútr plačal.
Tosti je bil morda švedski poglavar Skoglar Tosti, ki ga sicer omenja samo Snorri Sturluson v Heimskringli in za katerega Snorri poroča, da je bil »velik bojevnik«, ki je »dolgo časa odsoten na vojnih pohodih«. Þorketill je bil Thorkell Visoki, eden najbolj znanih vikinških poglavarjev, ki je pogosto bival v Angliji. Knútr ni nihče drug kot Knute Veliki, ki je leta 1016 postal kralj Anglije.
Knut je poslal domov večino Vikingov, ki so mu pomagali osvojiti Anglijo, vendar je ohranil močno telesno stražo, Þingalið. Veljalo je za veliko čast biti del te sile in na runskem kamnu Häggeby v Upplandu poročajo, da je Geiri »sedel v spremstvu skupščine na zahodu« in runski kamen Landeryd omenja Þjalfija, »ki je bil s Knútrom«. Nekateri švedski Vikingi niso želeli nič drugega kot potovati z Danci, kot sta Thorkell in Knut Veliki, vendar niso prispeli na cilj. Sveinn, ki je prišel iz Husby-Sjuhundre v Upplandu, je umrl, ko je bil na pol poti do Anglije, kot je razloženo na runskem kamnu, ki je bil postavljen v njegov spomin: »Umrl je v Jútlandu. Nameraval je odpotovati v Anglijo.« Drugi Vikingi, kot je Guðvér, niso napadli samo Anglije, ampak tudi Saško, kot poroča Grinda Runestone v Södermanlandu:

Grjótgarðr (in) Einriði, sinova
naredili (kamen) v spomin na (njihovega) sposobnega očeta.
Guðvér je bil na zahodu;
razdeljeno (navzgor) plačilo v Angliji;
moško napadel
okrožja na Saškem.
Skupno je okoli 30 runskih kamnov, ki govorijo o ljudeh, ki so odšli v Anglijo. Nekatere izmed njih so zelo jedrnate in povedo le, da je bil Viking pokopan v Londonu ali v Bathu v Somersetu.
- Runski kamen Kälvesten, Švedska
- Runski kamen Djulafors, Švedska
- Runski kamen Yttergärde, Švedska
- Valleberga Runestone na Švedskem poroča, da sta v Londonu umrla dva Vikinga.
- Sodobni runski kamen na Adelsöju blizu Stockholma na Švedskem

### Spreobrnjenja
Švedi, ki so potovali na Dansko, v Anglijo ali Saško in v Bizantinsko cesarstvo, so igrali pomembno vlogo pri uvedbi krščanstva na Švedskem in dva runska kamna pripovedujeta o moških, ki so bili krščeni na Danskem, kot je runski kamen v Amnöju, ki pravi »Umrl je v krstnih oblačilih na Danskem.« Podobno sporočilo je podano na drugem runskem kamnu v Vallentuni blizu Stockholma, ki pove, da sta dva sinova čakala, da sta bila na smrtni postelji, preden sta se spreobrnila: »Umrla sta v (svojem) ) krstna oblačila.« Krstna oblačila, hvitavaðir, so poganskim Skandinavcem dali ob krstu in v Upplandu je vsaj sedem kamnov, ki govorijo o spreobrnjencih, ki so umrli v takih oblačilih.
Jezik, ki so ga uporabljali misijonarji, se pojavi na več runskih kamnih in nakazujejo, da so misijonarji uporabljali precej enoten jezik, ko so pridigali. Izraz »luč in raj« je predstavljen na treh runskih kamnih, od katerih se dva nahajata v Upplandu, tretji pa na danskem otoku Bornholm. Runski kamen U 160 v Risbylu pravi: »Naj Bog in Božja mati pomagata njegovemu duhu in duši; podeli mu svetlobo in raj.« in runski kamen iz Bornholma prav tako nagovarja sv. Mihaela: »Naj Kristus in sveti Mihael pomagata duše Auðbjôrna in Gunnhildr v svetlobo in raj.«
Krščanska terminologija je bila nadgrajena s prejšnjo pogansko in tako je raj nadomestil Valhallo, invokacije k Thorju in čarobne čare so nadomestili s svetim Mihaelom, Kristusom, Bogom in Materjo Božjo. Sveti Mihael, ki je bil vodja nebeške vojske, je prevzel Odinovo vlogo psihopompa in vodil mrtve kristjane v »luč in raj«. Na enem runskem kamnu v Upplandu, enem na Gotlandu, na treh na Bornholmu in na enem na Lollandu so invokacije svetemu Mihaelu.
Obstaja tudi runski kamen Bogesund, ki priča o spremembi, da ljudje niso bili več pokopani na družinskem grobišču: »Umrl je v Eikreyu (?). Pokopan je na cerkvenem pokopališču.«

## Kot viri
Edina obstoječa skandinavska besedila iz obdobja pred letom 1050 (poleg nekaj najdb napisov na kovancih) najdemo med runskimi napisi, od katerih so bili nekateri vpraskani na kose lesa ali kovinske sulične osti, večinoma pa so bili najdeni na dejanskih kamnih. Poleg tega rune običajno ostanejo v svoji izvirni obliki in na svojih prvotnih lokacijah, zato njihovega pomena kot zgodovinskih virov ni mogoče preceniti.
Napisi redko zagotavljajo trdne zgodovinske dokaze o dogodkih in določljivih ljudeh, ampak namesto tega ponujajo vpogled v razvoj jezika in poezije, sorodstvo in navade dajanja imen, naselitev, upodobitve iz nordijskega poganstva, krajevna imena in komunikacije, Vikinga in trgovske ekspedicije in ne nazadnje širjenje krščanstva. Čeprav kamni skandinavskim zgodovinarjem ponujajo njihov glavni vir informacij o zgodnji skandinavski družbi, se s preučevanjem kamnov posebej ne da veliko naučiti. Obilje informacij, ki jih ponujajo kamni, je mogoče najti v različnih gibanjih in razlogih za postavitev kamnov v vsaki regiji posebej. Približno deset odstotkov znanih runskih kamnov napoveduje potovanja in smrti moških v tujini. Ti runski napisi sovpadajo z nekaterimi latinskimi viri, kot so Anali sv. Bertina in spisi Liudpranda iz Cremone, ki vsebujejo dragocene informacije o Skandinavcih/Rusih, ki so obiskali Bizanc.

## Barva
Danes je večina runskih kamnov pobarvanih s falu rdečo, saj rdeča barva omogoča enostavno razločevanje okrasja in je primerna, saj je bila rdeča barva uporabljena tudi na runah v vikinški dobi. Pravzaprav je bila ena od staronordijskih besed za »pisanje v runah« fá in je prvotno pomenila 'slikati' v protonordiji (faihian). Še več, v Hávamál Odin pravi: »Tako pišem / in barvam rune« in v Guðrúnarkviða II Gudrun pravi: »V skodelici so bile rune vseh vrst / napisane in rdeče, nisem mogla brati njih«.
Obstaja več runskih kamnov, za katere je navedeno, da so bili prvotno poslikani. Runski kamen v Södermanlandu pravi »Tukaj bodo stali ti kamni, rdeči od run«, drugi runski kamen v isti provinci pravi »Ásbjörn izklesan in Ulfr naslikan« in tretji runski kamen v Södermanlandu pravi, da je »Ásbjôrn izrezal kamen, naslikan kot oznaka, povezan z runami«. Včasih so se prvotne barve nenavadno dobro ohranile, še posebej, če so bili runski kamni uporabljeni kot gradbeni material v cerkvah kmalu po tem, ko so bili narejeni. En runski kamen v cerkvi v Köpingu na Ölandu je bil odkrit, da je bil pobarvan, barva besed pa je menjavala črno in rdečo.
Najpogostejše barve so bile oker, svinčeno rdeča, saje, kalcijev karbonat in druge zemeljske barve, ki so bile vezane z maščobo in vodo. Zdi se tudi, da so Vikingi uvažali beli svinčevo belo, zeleni malahit in modri azurit iz celinske Evrope. Z uporabo elektronskega mikroskopa so kemiki lahko analizirali sledi barv na runskih kamnih in v enem primeru so odkrili svetlo rdeč cinober, ki je bil uvožena luksuzna barva. Vendar sta bili prevladujoči barvi bela in svinčeno rdeča. Obstajajo celo poročila, kjer so bile rune rdeče s krvjo, kot v sagi o Grettisu, kjer je Völva Þuríðr izrezala rune na korenino drevesa in jih obarvala s svojo krvjo, da bi ubila Grettirja, in v sagi o Egilsu, kjer je Egill Skallagrímsson izrezal rune na rog za pitje piva in jih pobarval s svojo krvjo, da bi videl, ali je pijača zastrupljena.

## Ohranjanje in nega
Izpostavljeni runski kamni se soočajo z več grožnjami za narisano skalno površino.
Na Švedskem lišaji rastejo približno 2 mm (1⁄16 in) na leto. V bolj idealnih razmerah lahko rastejo bistveno hitreje. Veliko runskih kamnov je postavljenih ob cestah in cestni prah povzroča hitrejšo rast lišajev, zaradi česar so lišaji velik problem. Majhne koreninske niti lišajev prebijajo skalo in odstrelijo drobne koščke, zaradi česar je skala porozna in sčasoma pokvarijo napise. Alge in mah tudi povzročijo, da kamnina postane porozna in se drobi.
Voda, ki vstopi v razpoke kamna, lahko povzroči odpadanje celih delov bodisi zaradi zmrzovanja bodisi zaradi kombinacije umazanije, organskih snovi in vlage, kar lahko povzroči učinek votline pod površino kamna.
Ustrezne tehnike konzerviranja upočasnijo stopnjo razgradnje. Eden od načinov za boj proti težavam z lišaji, algami in mahom je namazanje z drobnozrnato vlažno glino po celotnem kamnu. To nato pustimo stati nekaj tednov, kar zaduši organsko snov in jo ubije.